# Liste der Baudenkmale in Arrowtown
Die Liste der Baudenkmale in Arrowtown umfasst alle vom New Zealand Historic Places Trust (NZHPT) als „Historic Place“ oder „Historic Area“ eingestuften Baudenkmale und Flächendenkmale der neuseeländischen Ortschaft Arrowtown. Die Angaben stammen aus dem Register des NZHPT. Die Bezeichnungen der Baudenkmale orientieren sich an diesem Register. In die Liste werden auch bekannte Wahi Tapu (Area), kulturell und religiös bedeutsame Stätten und Gebiete der Māori, aufgenommen. Sie werden jedoch meist nicht publiziert.

| Bild           | Bezeichnung                              | Ort       | Anschrift                                          | Beschreibung | Bauzeit      | Eintrag           | Nummer | Kat. |
| -------------- | ---------------------------------------- | --------- | -------------------------------------------------- | --- | ------------ | ----------------- | ------ | ---- |
| weitere Bilder | Ah Lum’s Store                           | Arrowtown | Buckingham Street Karte                            | Laden und Bankgebäude in der ehemaligen Chinatown Arrowtowns, Teil der Historic Area Chinatown.                                     | 1883         | 26. November 1987 | 4366   | 1    |
| weitere Bilder | Arrow Kilwinning Lodge                   | Arrowtown | 9 Wiltshire Street Karte                           | Freimaurerlogengebäude | 1888         | 10. Oktober 2010  | 2110   | 1    |
| weitere Bilder | Arrowtown General Store                  | Arrowtown | 18-20 Buckingham Street Karte                      | Ladengeschäft | 1875         | 26. November 1987 | 4370   | 1    |
| weitere Bilder | Gaol (ehem. Gefängnis)                   | Arrowtown | 8 Cardigan Street Karte                            | ehem. Gefängnis | 1875         | 7. April 1983     | 0350   | 1    |
| weitere Bilder | St Paul’s Anglican Church and Vestry     | Arrowtown | 13-15 Berkshire Street Karte                       | anglikanische Kirche, Sonntagsschule                                                                                                | 1871         | 24. November 1983 | 2123   | 1    |
| weitere Bilder | Ah Wak’s Lavatory                        | Arrowtown | Buckingham Street Karte                            | Toilettengebäude in der ehemaligen Chinatown in Arrowtown, Teil der Historic Area Chinatown.                                        | Ende 19. Jh. | 24. November 1983 | 2084   | 2    |
| weitere Bilder | Arrowtown and Districts War Memorial     | Arrowtown | Ecke Caernarvon Street/Durham Street Karte         | Denkmal für den Ersten Weltkrieg | 1925         | 24. November 1983 | 2124   | 2    |
| weitere Bilder | Arrowtown Borough Council Building       | Arrowtown | 57 Buckingham Street Karte                         | | 1874         | 24. November 1983 | 2095   | 2    |
| weitere Bilder | Bank of New Zealand Agency Building      | Arrowtown | 30 Buckingham Street Karte                         | Agentur der Bank of New Zealand | n.a.         | 24. November 1983 | 2085   | 2    |
| weitere Bilder | Lakes District Museum Building           | Arrowtown | 49 Buckingham Street Karte                         | Bankfiliale, ehemalige | 1875         | 27. Juni 2013     | 2111   | 2    |
| weitere Bilder | Chinatown                                | Arrowtown | Middleessex Street Karte                           | Reste der ehemaligen Chinatown der Goldgräberstadt Arrowtown, umfasst auch die Einzeldenkmale Ah Lum’s Store und Ah Wak’s Lavatory. | 1866–1920    | 14. Juni 1985     | 5613   | 2    |
| weitere Bilder | Cobbled Gutters                          | Arrowtown | Berkshire Street                                   | mit Kieseln ausgekleideter Straßenablauf                                                                                            | n.a.         | 24. November 1983 | 2086   | 2    |
| weitere Bilder | Cottage (Landhaus)                       | Arrowtown | 10 Anglesea Street Karte                           | Wohnhaus | 1880 (ca.)   | 24. November 1983 | 2087   | 2    |
| weitere Bilder | Cottage (Landhaus)                       | Arrowtown | 12 Anglesea Street Karte                           | Wohnhaus | 1878 (ca.)   | 24. November 1983 | 2088   | 2    |
| weitere Bilder | The Old Convent                          | Arrowtown | 21 Anglesea Street Karte                           | Wohnhaus | n.a.         | 24. November 1983 | 2089   | 2    |
| weitere Bilder | Cottage (Landhaus)                       | Arrowtown | 53 Buckingham Street Karte                         | Wohnhaus |              | 24. November 1983 | 2093   | 2    |
| weitere Bilder | Cottage (Landhaus)                       | Arrowtown | 61 Buckingham Street Karte                         | Wohnhaus | n.a.         | 24. November 1983 | 2097   | 2    |
| weitere Bilder | Cottage (Landhaus)                       | Arrowtown | 69 Buckingham Street Karte                         | Wohnhaus | n.a.         | 24. November 1983 | 2099   | 2    |
| weitere Bilder | Cottage (Landhaus)                       | Arrowtown | 16 Caernarvon Street Karte                         | Wohnhaus | n.a.         | 24. November 1983 | 2100   | 2    |
| weitere Bilder | Cottage (Landhaus)                       | Arrowtown | 24 Caernarvon Street Karte                         | Wohnhaus | n.a.         | 24. November 1983 | 2101   | 2    |
| weitere Bilder | Cottage (Landhaus)                       | Arrowtown | 15 Denbigh Street Karte                            | Wohnhaus | 1884 (ca.)   | 24. November 1983 | 2102   | 2    |
| weitere Bilder | Cottage (Landhaus)                       | Arrowtown | 31 Merioneth Street Karte                          | Wohnhaus | 1870 (ca.)   | 24. November 1983 | 2103   | 2    |
| BW             | Cottage (Landhaus)                       | Arrowtown | 8 Villiers Street Karte                            | Wohnhaus | n.a.         | 24. November 1983 | 2104   | 2    |
| weitere Bilder | Cottage (Landhaus)                       | Arrowtown | 34 Wiltshire Street Karte                          | Wohnhaus | n.a.         | 24. November 1983 | 2105   | 2    |
| weitere Bilder | Cottage (Landhaus)                       | Arrowtown | 9 Anglesea Street Karte                            | Wohnhaus | 1880 (ca.)   | 24. November 1983 | 3167   | 2    |
| weitere Bilder | Cottage (Landhaus)                       | Arrowtown | 11 Anglesea Street Karte                           | Wohnhaus | 1878 (ca.)   | 24. November 1983 | 3166   | 2    |
| weitere Bilder | Cottage (Landhaus)                       | Arrowtown | Ecke 11 Wiltshire Street / Hertford Street Karte   | Wohnhaus | n.a.         | 24. November 1983 | 3168   | 2    |
| weitere Bilder | Cottage (Landhaus)                       | Arrowtown | 55 Buckingham Street, Karte                        | Wohnhaus | n.a.         | 24. November 1983 | 2094   | 2    |
| weitere Bilder | Cottage (Landhaus)                       | Arrowtown | 65 Buckingham Street, Karte                        | Wohnhaus | 1878 (ca.)   | 24. November 1983 | 2098   | 2    |
| weitere Bilder | Dudley Cottage                           | Arrowtown | 4 Buckingham Street Karte                          | Landhaus | 1862         | 24. November 1983 | 2106   | 2    |
| weitere Bilder | Explosives Magazine                      | Arrowtown | Ecke 42 Berkshire Street und Malaghans Road Karte  | Sprengstofflager | 1877         | 24. November 1983 | 2108   | 2    |
| weitere Bilder | Granny Jones' Cottage                    | Arrowtown | 59 Buckingham Street Karte                         | Wohnhaus, Teil der Buckingham Street Historic Area                                                                                  | 1885         | 24. November 1983 | 2096   | 2    |
| weitere Bilder | King Edward VII Coronation Memorial Lamp | Arrowtown | Ecke Wiltshire Street und Berkshire Street Karte   | Laterne, errichtet anlässlich der Krönung von Edward VII.                                                                           | 1902         | 24. November 1983 | 2107   | 2    |
| weitere Bilder | Off Plumb Cottage                        | Arrowtown | 38 Caernarvon Street Karte                         | Wohnhaus | n.a.         | 24. November 1983 | 2112   | 2    |
| weitere Bilder | Cottage                                  | Arrowtown | 18 Berkshire Street Karte                          | Wohnhaus | 1889         | 24. November 1983 | 2090   | 2    |
| weitere Bilder | Cottage                                  | Arrowtown | 7 Bedford Street Karte                             | Wohnhaus | n.a.         | 24. November 1983 | 2091   | 2    |
| weitere Bilder | Stone Cottage Tearooms                   | Arrowtown | 51 Buckingham Street Karte                         | Wohnhaus, heute Restaurant | 1875         | 24. November 1983 | 2092   | 2    |
| weitere Bilder | Postmaster’s House                       | Arrowtown | 50 Buckingham Street Karte                         | Wohnhaus des Postmeisters, ehemaliges                                                                                               | 1907         | 24. November 1983 | 2113   | 2    |
| weitere Bilder | Post Office                              | Arrowtown | 52 Buckingham Street Karte                         | Postamt, ehemaliges | 19015        | 24. November 1983 | 2114   | 2    |
| weitere Bilder | Reids Stables                            | Arrowtown | 40 Wiltshire Street Karte                          | Stallungen | 1866         | 24. November 1983 | 2115   | 2    |
| weitere Bilder | Reidhaven                                | Arrowtown | 5 Villiers Street Karte                            | Wohnhaus | 1866         | 24. November 1983 | 2116   | 2    |
| weitere Bilder | St Patrick’s Catholic Church             | Arrowtown | 7 Hertford Street Karte                            | Kirche, katholische | 1874         | 24. November 1983 | 2117   | 2    |
| weitere Bilder | Stable Block (The Stables Restaurant)    | Arrowtown | 28 Buckingham Street Karte                         | Stallungen, heute Restaurant | n.a.         | 24. November 1983 | 2118   | 2    |
| weitere Bilder | Stone Wall                               | Arrowtown | Buckingham Street, Goldfields Park Karte (ungenau) | Steinmauer | 1886         | 24. November 1983 | 2120   | 2    |
| BW             | Store House                              | Arrowtown | 3 Berkshire Street Karte                           | Steinernes Lagerhaus | 1875         | 24. November 1983 | 2122   | 2    |
| weitere Bilder | St John’s Church (Presbyterian)          | Arrowtown | 26 Berkshire Street und Durham Street Karte        | Kirche, presbyterianische | 1873, 1880   | 28. Juni 2012     | 2119   | 2    |
| BW             | Buckingham Street Historic Area          | Arrowtown | Buckingham Street Karte                            | Historic Area, umfasst 7 Gebäude entlang der Buckingham Street                                                                      | n.a.         | 28. April 1995    | 7071   | HA   |